# 国鉄タ1850形貨車
国鉄タ1850形貨車（こくてつタ1850がたかしゃ）は、かつて日本国有鉄道（国鉄）に在籍した私有貨車（タンク車）である。

## 概要
1950年（昭和25年）4月15日にタム900形1両（タム947→タ1850）の専用種別変更改造（カセイソーダ液→塩酸）が行われ形式名は新形式であるタ1850形とされた。約2年後の1952年（昭和27年）6月10日に同じくタム900形1両（タム979→タ1851初代）の専用種別変更改造が行われ本形式に編入された。
本形式の他に塩酸を専用種別とする形式はタ1750形（1両）、タム5100形（6両）、タ3200形（4両）、タム5000形（368両）、タム9400形（10両）、タム25000形（4両）、タキ5000形（62両）、タキ5050形（109両）、タキ6700形（7両）、タキ12500形（9両）の10形式があった。
落成時の所有者は2両とも曹達商事（現・ソーダニッカ）であり常備駅は、上越線の渋川駅である。
1961年（昭和36年）10月13日にタ1851のタンク体の更新工事が行われ13 t積みから15 t積みとなった。このため形式はタ1850形を離れタム5000形（タム6224）へ編入された。約2年後の1964年（昭和39年）2月6日にタム4800形1両（タム4803→タ1851二代）の専用種別変更改造（S酸肥液→塩酸）が行われ本形式へ編入された。この際タ1852とは成らずにタ1851が附番された。このためタ1851は初代、二代が存在した。
タ1851二代の所有者は、昭和電工であり常備駅は東海道本線貨物支線の新興駅であった。
タンク体材質は、一般構造用圧延鋼材 （SS41、現在のSS400）製であり、このため内部に腐食防止のためのゴムライニング処理が施されている。
車体色は黒色、寸法関係は全長は6,100 mm、軸距は3,900 mm、実容積は11.3 m3、自重は9.6 t - 10.2 t、換算両数は積車2.6、空車1.4、軸ばね支持方式は一段リンク式であった。
1970年（昭和45年）3月17日に最後まで在籍したタ1851二代が廃車となり同時に形式消滅となった。